# Окрашевский, Станислав

Полёт на воздушном шаре С. Окрашевского в 1784 г.

Станислав Окрашевский (пол. Stanisław Okraszewski; 1744—1824) — польский воздухоплаватель, химик, королевский минералог. Пионер польской аэронавтики.

## Биография
С. Окрашевский 12 февраля 1784 года в Варшаве совершил полёт на воздушном шаре, наполненном водородом. Оболочка шара была сделана из мочевого пузыря животного происхождения. Шар поднялся на высоту около 180 метров. После подъёма, завис над Королевским дворцом и оставался в воздухе около часа. Полёт на воздушном шаре состоялся в присутствии короля Станислава Августа Понятовского.
Это был первый в Польше удачный эксперимент воздухоплавания, осуществлённый через полтора года после аналогичного полёта во Франции.
3 июня 1784 г. С. Окрашевский осуществил полёт на непривязанном воздушном шаре. Шар улетел на расстояние около 22 км. Король Станислав Август высоко оценил заслуги Окрашевского и наградил его золотой медалью.
Воздухоплавание в Польше в XVIII веке, не ограничивалось Варшавой и Краковом. Опыты с воздушными шарами состоялись во Львове (Германн-Мартинович), в Пулавах, Каменец-Подольском (Каспрович-Якубовский) и др.